# Marasmius atrocastaneus
Marasmius atrocastaneus är en svampart som beskrevs av G. Stev. 1964. Marasmius atrocastaneus ingår i släktet Marasmius och familjen Marasmiaceae.   Inga underarter finns listade i Catalogue of Life.